# Европско првенство у атлетици на отвореном 2012 — 5.000 метара за мушкарце
Трка на 5.000 метара у мушкој конкуренцији на Европском првенству у атлетици 2012. у Хелсинкију одржана је 27. јуна на Олимпијском стадиону у Хелсинкију.
Титулу освојену на Европском првенству 2010. у Барселони одбранио је Мохамед Фара из Уједињеног Краљевства.

## Земље учеснице
Учествовало је 25 такмичара из 16 земаља. 
| - Азербејџан (1) - Аустрија (1) - Белгија (2) - Естонија (1) - Италија (3) - Немачка (2) | - Норвешка (1) - Русија (1) - Турска (1) - } Уједињено Краљевство (3) - Украјина (1) | - Француска (1) - Холандија (2) - Шпанија (3) - Швајцарска (1) - Шведска (1) |

## Рекорди
| Рекорди пре почетка Европског првенства 2012. | Рекорди пре почетка Европског првенства 2012. | Рекорди пре почетка Европског првенства 2012. | Рекорди пре почетка Европског првенства 2012. | Рекорди пре почетка Европског првенства 2012. |
| --------------------------------------------- | --------------------------------------------- | --------------------------------------------- | --------------------------------------------- | --------------------------------------------- |
| Светски рекорд                                | Кенениса Бекеле · Етиопија                    | 12:37,35                                      | Хенгело, Холандија                            | 31. мај 2004.                                 |
| Европски рекорд                               | Мохамед Мурит · Белгија                       | 12:49,71                                      | Брисел, Белгија                               | 25. август 2000.                              |
| Рекорди европских првенстава                  | Џек Бакнер · Уједињено Краљевство             | 13:10,15                                      | Штутгарт, Западна Немачка                     | 31. август 1986                               |
| Најбољи светски резултат сезоне               | Мохамед Фара · Уједињено Краљевство           | 12:56,98                                      | Јуџин, САД                                    | 2. јун 2012.                                  |
| Најбољи европски резултат сезоне              | Мохамед Фара · Уједињено Краљевство           | 12:56,98                                      | Јуџин, САД                                    | 2. јун 2012.                                  |

### Најбољи европски резултати у 2012. години
Десет најбољих европских тркача на 5.000 метара 2012. године до почетка првенства (27. јуна 2012), имали су следећи пласман на европској и светској ранг листи. (СРЛ)
| 1.  | Мохамед Фара, Уједињено Краљевство      | 12:56,98 ' | 2 јун      | 1. СРЛ   |
| 2.  | Кристофер Томпсон, Уједињено Краљевство | 13:15,21   | 29. април  | 29. СРЛ  |
| 3.  | Том Фарел, Уједињено Краљевство         | 13:15,31   | 3. јун     | 30. СРЛ  |
| 4.  | Јоан Диран, Француска                   | 13:17,90   | 9. јун     | 41. СРЛ  |
| 5.  | Ник Макормик Уједињено Краљевство       | 13:18:81   | 7. јун     | 43. СРЛ  |
| 6.  | Микола Лабовски Украјина                | 13,23;50   | 16. јануар | 73. СРЛ  |
| 7.  | Стефано ла Роза Италија                 | 13:23,58   | 20. април  | 77. СРС  |
| 8.  | Сергиј Лебид Украјина                   | 13,26,01   | 9. јун     | 98. СРЛ  |
| 9.  | Рори Фрејзер, Уједињено Краљевство      | 13:27,70   | 20. април  | 107. СРЛ |
| 10. | Денис Лихт Холандија                    | 13:29,83   | 26. мај    | 124. СРЛ |

Такмичари чија су имена подебљана учествују на ЛОИ.

## Освајачи медаља
|                                   |                      |                             |
| Мохамед Фара Уједињено Краљевство | Арне Габијус Немачка | Полат Кембоји Арикан Турска |

## Сатница
| Датум         | Време | Коло   |
| ------------- | ----- | ------ |
| 27. јун 2012. | 19:40 | Финале |

## Резултати

### Финале
Није било предтакмичења, па су сви пријављени учествовали у финалу.
| Место | Име                        | Земља                | Време                                      | Белешка                                    |
| ----- | -------------------------- | -------------------- | ------------------------------------------ | ------------------------------------------ |
|       | Мохамед Фара               | Уједињено Краљевство | 13:29,91                                   |                                            |
|       | Арне Габијус               | Немачка              | 13:31,83                                   |                                            |
|       | Полат Кембоји Арикан       | Турска               | 13:32,63                                   |                                            |
| 4.    | Јоан Диран                 | Француска            | 13:32,65                                   |                                            |
| 5.    | Данијеле Меучи             | Италија              | 13:32,69                                   |                                            |
| 6.    | Хајле Ибрахимов            | Азербејџан           | 13:36,05                                   |                                            |
| 7.    | Денис Лихт                 | Холандија            | 13:37,99                                   |                                            |
| 8.    | Башир Абди                 | Белгија              | 13:39,01                                   |                                            |
| 9.    | Сергиј Лебид               | Украјина             | 13:40.07                                   |                                            |
| 10.   | Мануел Анхел Пенас         | Шпанија              | 13:41,40                                   |                                            |
| 11.   | Стефано ла Роза            | Италија              | 13:41,99                                   |                                            |
| 12.   | Франсиско Хавијер Алвес    | Шпанија              | 13:42,46                                   |                                            |
| 13.   | Adil Bouafif               | Шведска              | 13:50,13                                   |                                            |
| 14.   | Рори Фрејзер               | Уједињено Краљевство | 13:51,05                                   |                                            |
| 15.   | Филип Плигер               | Немачка              | 13:51,23                                   |                                            |
| 16.   | Тидрек Нурме               | Естонија             | 13:51,29                                   |                                            |
| 17.   | Брентон Рове               | Аустрија             | 13:51,58                                   |                                            |
| 18.   | Сидре Бурос                | Норвешка             | 13:51,64                                   |                                            |
| 19.   | Анатолиј Рибаков           | Русија               | 13:52,79                                   |                                            |
| 20.   | Хесус Еспања               | Шпанија              | 13:55,98                                   |                                            |
| 21.   | Mats Lunders               | Белгија              | 14:06,55                                   |                                            |
| 22,   | Филип Банди                | Швајцарска           | 14:07,48                                   |                                            |
| 23.   | Mitch Goose                | Уједињено Краљевство | 14:21,91                                   |                                            |
|       | Jesper van der Wielen      | Холандија            | Није завршио трку                          | Није завршио трку                          |
|       | Maksym Cerrone Obrubanskyy | Италија              | Дисквалификован због повреде границе стазе | Дисквалификован због повреде границе стазе |

Пролазна времена
1.000 м 2:42,45 Анатолиј Рибаков, Русија
2.000 м 5:30,32 Анатолиј Рибаков, Русија
3.000 м 8:17,50 Мохамед Фара, Уједињено Краљевство
4.000 м 11:03,15 Мохамед Фара, Уједињено Краљевство